# Sara Klisura
Sara Klisura (Subotica, 15 luglio 1992) è una pallavolista serba, schiacciatrice del Kaposvári.

## Carriera

### Club
La carriera di Sara Klisura comincia nel 2006 quando entra a far parte della squadra della sua città, lo Spartak Subotica, militante nel massimo campionato serbo, dove resta per quattro stagioni.
Nella stagione 2010-11 passa al Vizura di Belgrado, dove resta per due annate, mentre nella stagione 2012-13 si trasferisce per la prima volta all'estero, in Italia, ingaggiata dal Bergamo, dove resta per un biennio.
Per il campionato 2014-15 viene ingaggiata dal Târgoviște, nella Divizia A1 rumena. Nel campionato seguente approda invece nella Superliga russa, dove difende i colori dell'Enisej di Krasnojarsk; dopo un breve periodo di inattività, ritorna in campo nel gennaio 2017 per concludere la stagione nuovamente nel club di Târgoviște.
Si trasferisce quindi nelle Filippine, dove partecipa al PSL Grand Prix Conference 2017 con il Foton, aggiudicandosi il premio individuale per come migliore realizzatrice in una sola partita; nell'edizione seguente passa quindi allo United, sempre nella Philippine Super Liga, premiata a fine stagione come prima miglior schiacciatrice.
Nell'annata 2018-19 torna nuovamente al Târgoviște, mentre in quella successiva disputa il massimo campionato ungherese con la maglia del Kaposvári.

### Nazionale
Nel 2009 con la nazionale under 18 vince la medaglia d'argento sia al campionato europeo che al campionato mondiale di categoria, mentre nel 2010, oltre a essere convocata per la prima volta nella nazionale maggiore serba, vince la medaglia d'argento al campionato europeo under 19.

## Palmarès

### Nazionale (competizioni minori)
- Campionato europeo under 18 2009
- Campionato mondiale under 18 2009
- Campionato europeo under 19 2010

### Premi individuali
- 2009 - Campionato europeo under 18: Miglior servizio
- 2009 - Campionato mondiale under 18: Miglior servizio
- 2017 - PSL Grand Prix Conference: Migliore realizzatrice in una singola partita
- 2018 - PSL Grand Prix Conference: Prima miglior schiacciatrice